# Comuna Trosteaneț, Dolîna
Trosteaneț (în ucraineană Тростянець) este o comună în raionul Dolîna, regiunea Ivano-Frankivsk, Ucraina, formată din satele Sloboda Dolînska și Trosteaneț (reședința).

## Demografie
Componența lingvistică a comunei Trosteaneț
     Ucraineană (99,25%)
     Alte limbi (0,75%)
Conform recensământului din 2001, majoritatea populației comunei Trosteaneț era vorbitoare de ucraineană (99,25%), existând în minoritate și vorbitori de alte limbi.